# Wilhelm Breidenbach
Wilhelm Breidenbach (* 8. Januar 1859 in Lindlar; † 27. Februar 1934 ebenda) war ein deutscher Heimatforscher.

## Leben
Geboren am 8. Januar 1859, als Sohn der Eheleute Heinrich Breidenbach und Hubertine Goldstraß in Lindlar, besuchte er hier die Volksschule. Im Alter von 11 Jahren verlor er seinen Vater, einen Steinhauermeister. Mit 17 Jahren begann bei einem Notar Bessenich in Köln zu arbeiten. In diesen Jahren brachte er sich im Selbststudium Latein, Englisch und Französisch bei. Schon damals hatte er ein lebhaftes Interesse an seiner Heimat.
Wenige Zeit später wechselte er wieder nach Lindlar, um abermals bei einem Notar zu arbeiten. Als dieser nach Bergisch Gladbach versetzt wurde, weigerte er sich dorthin zu ziehen, trotz des Angebots, als erster Sekretär zu arbeiten. Ihm wird der Satz „Nirgends möchte ich lieber sein als in meinem Heimatdorfe; den Boden meiner Heimat könnte ich küssen.“ in den Mund gelegt, sicherlich spiegelt er jedenfalls sein Verhältnis zu Lindlar wider.
Alsbald wurde er Schiedsmann, Rendant der Lindlarer Ortskrankenkasse und der Kirchenkasse. Letztere Aufgabe ermöglichte ihm Zugang zum Kirchenarchiv der Pfarrkirche, das er in den folgenden Jahren ordnete. 1910 wurde er zum Gemeinderentmeister berufen.
Unvergessen in Lindlar macht ihn jedoch vor allem seine Heimatforschung. Nicht nur im Hinblick auf die bergische Geschichte, sondern auch auf die heimische Pflanzenkunde und Geologie war er universell begabt. Oft führte er Schulklassen auf Wanderungen. Bis 1920 lieferte er unzählige Beiträge zu den Monatsschriften des Bergischen Geschichtsvereins.
Nachdem Krankheit ihn lange Jahre ans Bett gefesselt hatte, starb er am 27. Februar 1934 in seinem Haus Auf dem Korb, dem heutigen Haus Gronewald.
Um die hohen Verdienste Wilhelm Breidenbachs für die Lindlarer Heimatforschung zu honorieren, wurde eine Straße in dem vormals nur mit wenigen Feldwegen erschlossenen Gebiet im Westen Lindlars, in dem Breidenbach gerne spazieren ging, laut Ratsbeschluss vom 14. Juli 1960 Wilhelm-Breidenbach-Weg benannt.
| Personendaten    | Personendaten            |
| ---------------- | ------------------------ |
| NAME             | Breidenbach, Wilhelm     |
| KURZBESCHREIBUNG | deutscher Heimatforscher |
| GEBURTSDATUM     | 8. Januar 1859           |
| GEBURTSORT       | Lindlar                  |
| STERBEDATUM      | 27. Februar 1934         |
| STERBEORT        | Lindlar                  |